# Wilhelm Kuhweide
Wilhelm Kuhweide, född den 6 januari 1943 i Berlin, är en västtysk seglare.
Han tog OS-brons i starbåt i samband med de olympiska seglingstävlingarna 1972 i München.